# Dasygaster padockina
Dasygaster padockina là một loài bướm đêm thuộc họ Noctuidae. Nó được tìm thấy ở Úc.
Ấu trùng ăn nhiều loại cỏ.

## Hình ảnh

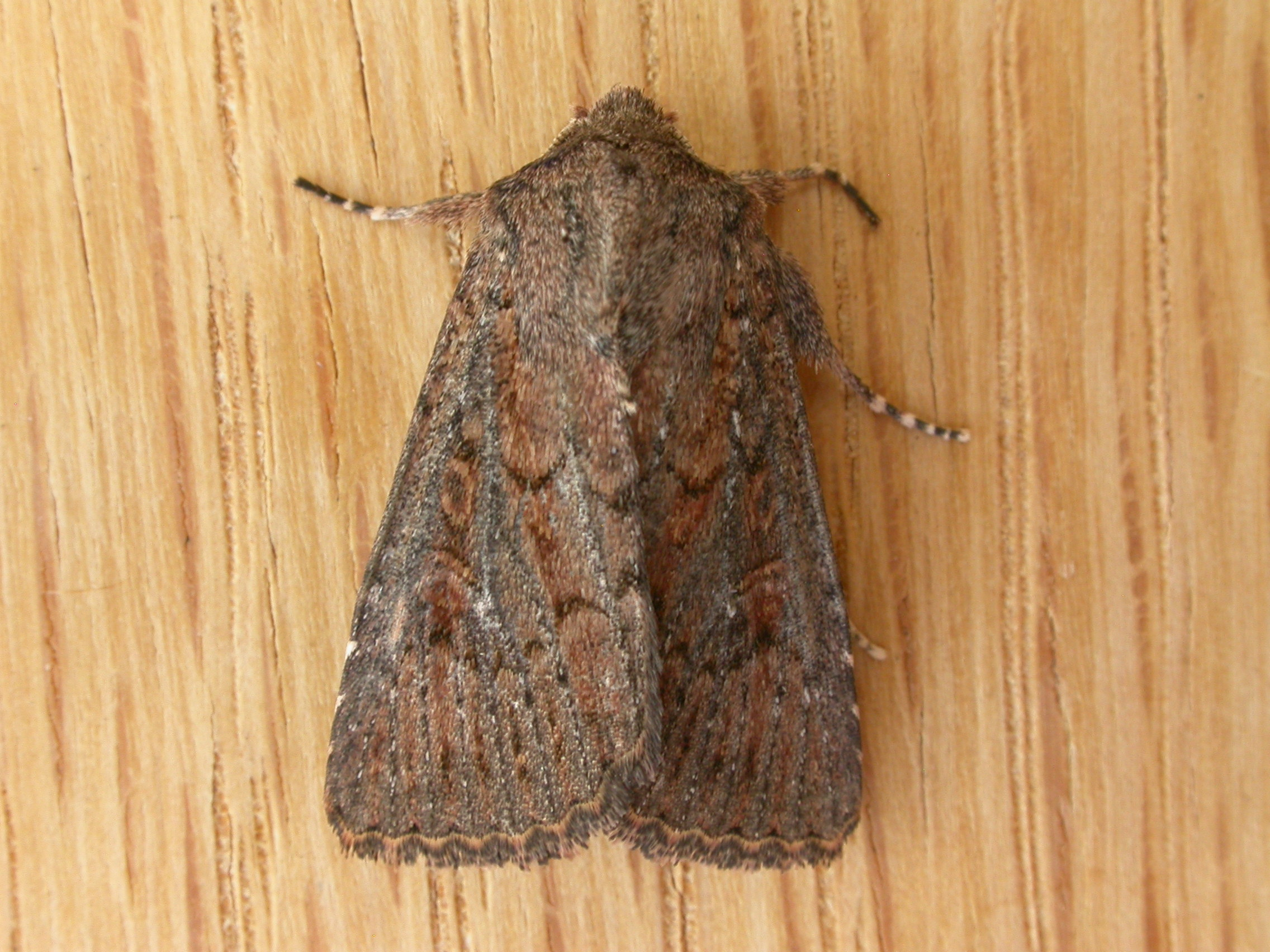